# Ropalidia artifex
Ropalidia artifex är en getingart som först beskrevs av Henri Saussure 1853.  Ropalidia artifex ingår i släktet Ropalidia och familjen getingar. Utöver nominatformen finns också underarten R. a. fuscata.